# Jelcz M122
Jelcz M122 – niskowejściowy autobus miejski produkowany przez zakłady Jelcza w latach 1995-1997 na licencji niemieckiego Mercedesa. Autobus powstał w wyniku współpracy Jelcza z Mercedesem. Ze względu na tańszą konkurencję w postaci Jelcza M121 oraz używanych autobusów z zachodniej Europy powstało zaledwie 74 autobusów M122, z których 60 kupiła dla swoich przedsiębiorstw komunikacyjnych Gdynia.

## Historia

### Geneza

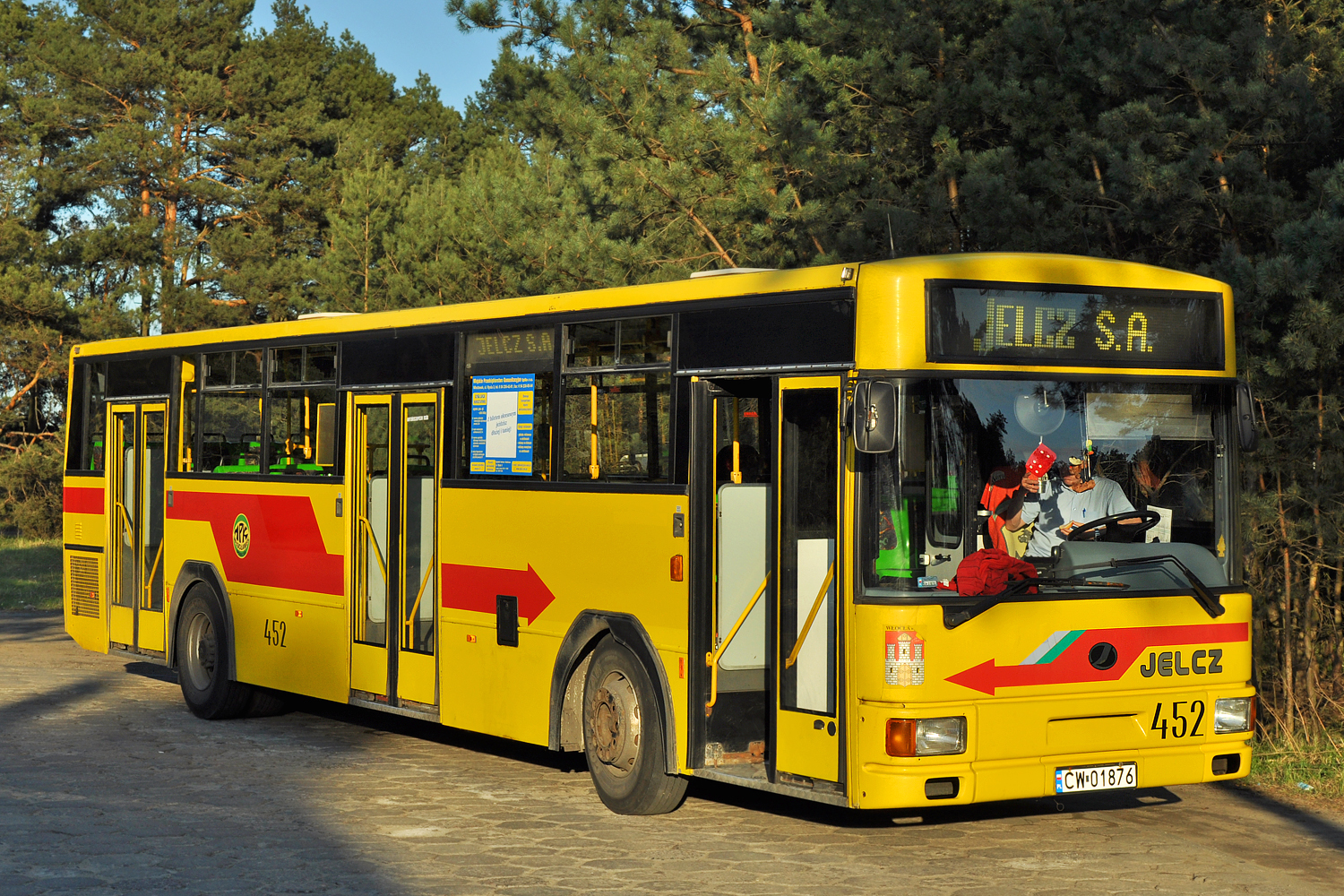
Jelcz 120MM/2

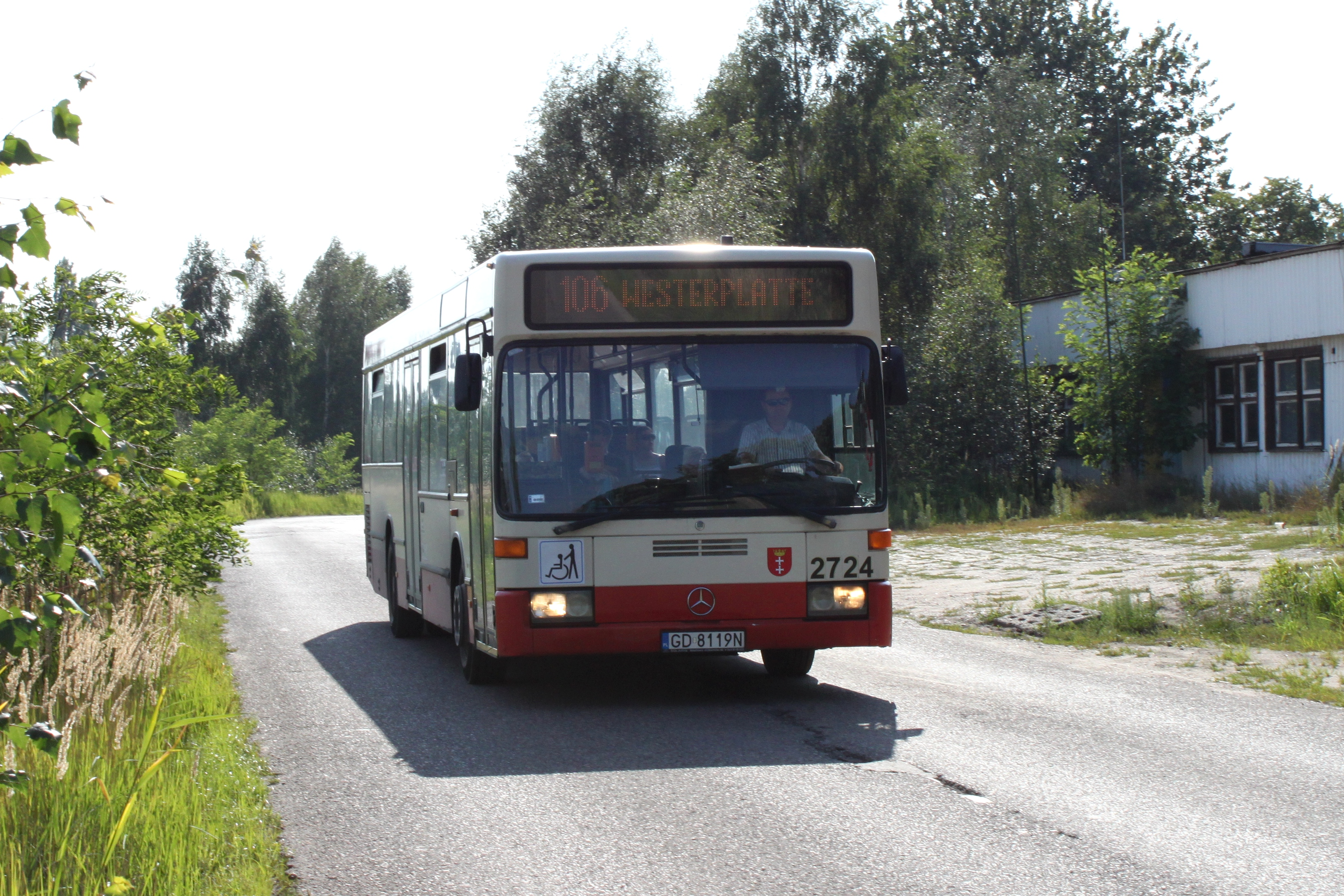
Mercedes-Benz O 405 N2

W 1990 zakończono produkcję autobusu Jelcz M11. Zlikwidowanie rozdzielnika spowodowało trudną sytuację w Jelczu. Wprawdzie już w 1989 zaprezentowano prototyp Jelcza T120, to jednak wdrożono go do produkcji równolegle z 120M. W 1991 Jelcz podpisał umowę z niemieckim MANem, który w zamian za silniki do autobusów uzyskał montownie swoich pojazdów. Początkowo w nowe silniki wyposażono Jelcza PR110, który był licencyjną wersją Berlieta z lat 70. Pod koniec 1991 Jelcz rozpoczął współpracę ze szwedzkim Volvo. Pierwsze szwedzkie silniki okazały się zbyt ciężkie i powodowały nadmierne zużycie pozostałych podzespołów. W 1992 powstał Jelcz 120M, który był de facto tylko zmodernizowaną konstrukcją PR110. Współpraca z Volvo zaowocowała również budową przegubowego autobusu Jelcz M180, którego egzemplarz pokazowy został zbudowany w 1992 a produkcja ruszyła w 1993. Pojazdy te miały być alternatywą dla coraz częściej sprowadzanych z zachodu autobusów używanych.
W 1994 ZKM Gdańsk zakupił jako pierwszy w Polsce autobusy niskowejściowe. W tym samym roku sporządzono ekspertyzę dotyczącą dostosowania autobusów, będących podstawą floty miejskiej, do potrzeb niepełnosprawnych. Okazało się, że nie można zbudować wind, natomiast budowa pochylni składanych została wykluczona ze względu na zbyt wysoką płytę podłogową. Z tego względu powstała koncepcja budowy nowych autobusów, chociaż częściowo niskopodłogowych, zamiast wzorem firm zachodnich, próbować modernizować obecne autobusy. Powstał co prawda prototypowy Jelcz M120 wyposażony w windę, jednakże okazała się zbyt wolna i kłopotliwa w obsłudze.
W 1995 Jelcz rozpoczął równoległą produkcję trzech 12-metrowych autobusów miejskich dostosowanych do potrzeb osób o ograniczonej mobilności. Dwa z nich należały do rodziny M121 i były to polskie konstrukcje (zmodyfikowano nadwozie Jelcza M120 przeprojektowując kratownice w przedniej części) napędzane silnikami MAN-a (Jelcz M121M) i Mercedesa (Jelcz M121MB). Trzecim był Mercedes O4005N2 produkowany na licencji jako "Jelcz M122". Współpraca z Mercedesem była związana z przejęciem (2 stycznia 1995) Jelcza przez Sobiesława Zasadę, przedstawiciela Mercedesa w Polsce.

### Produkcja
Mercedesy O405N2 dostały w Jelczu nazwę M122, która oznaczała autobus miejski o długości (około) 12 metrów, trzeci o takich parametrach. Autobus nie różnił się w zasadzie od niemieckiego pierwowzoru, Jelcze posiadały nawet logo Mercedesa na przedniej ścianie. Jedyną różnicą było uboższe wykończenie wnętrza. Model ten był produkowany zaledwie dwa lata. Był droższy od budowanego równolegle Jelcza M121 oraz używanych autobusów sprowadzanych z zachodniej Europy. Wyprodukowano zaledwie 74 egzemplarzy, z których aż 60 zakupiła Gdynia (40 trafiło do PKM Gdynia a 20 do PKA Gdynia), 10 Łódź, 3 Białystok, natomiast Lubin kupił jeden prototypowy egzemplarz. Równolegle do wersji 12 metrowej powstała wersja przegubowa (Jelcz M182), która jednak nie weszła do seryjnej produkcji. W 2020 roku wycofany został z ruchu ostatni egzemplarz Jelcza M122MB na świecie. Był to autobus o numerze inw. 5099 z Przedsiębiorstwa Komunikacji Autobusowej w Gdyni.

## Konstrukcja

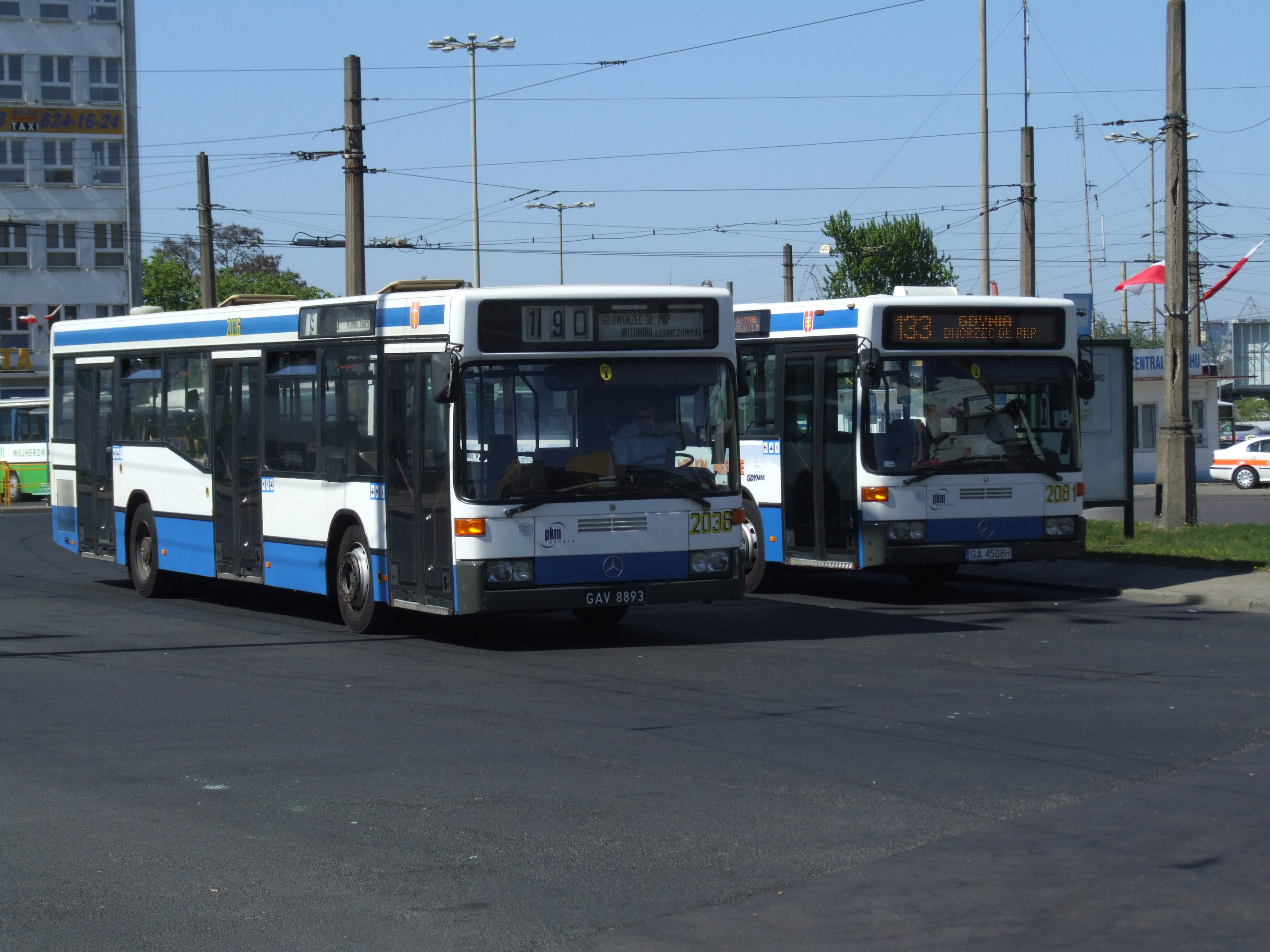
Jelcz M122 i Mercedes O405N2

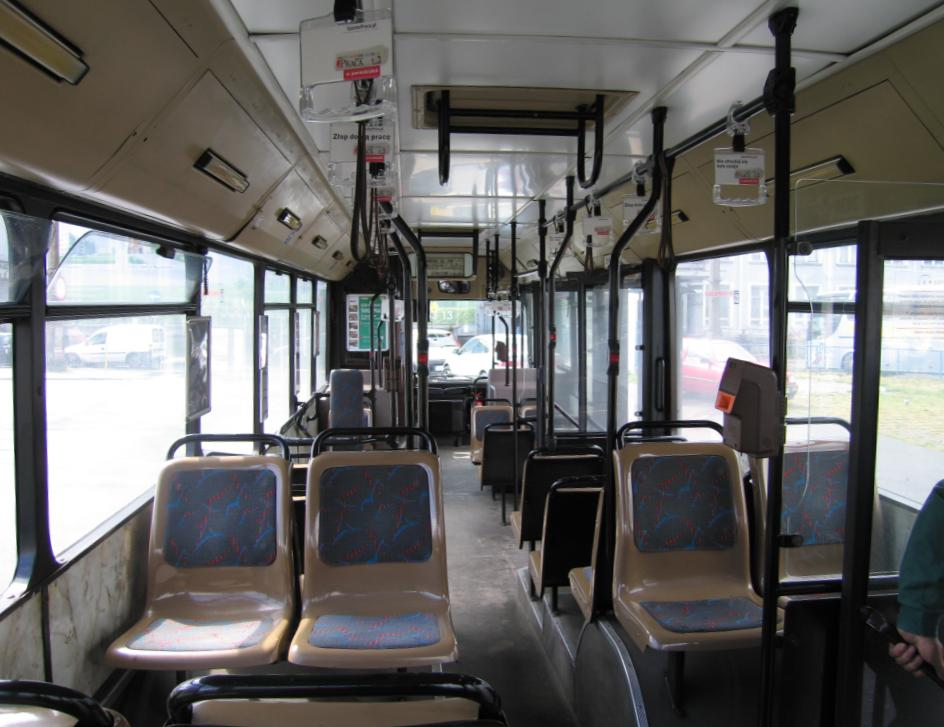
Wnętrze Jelcza M122

Jelcz M122 jest licencyjną konstrukcją Mercedesa O405N2, stąd wszystkie elementy są identyczne (lub chociaż tożsame) z tym autobusem. Przez cały dwuletni okres produkcji nie zaszły żadne zmiany w konstrukcji.

### Układ napędowy
Jelcz M122 jest napędzany silnikiem wysokoprężnym Mercedes-Benz OM 447 h Jednostka ta spełnia normy Euro-2. Silnik ten jest jednym z silników stosowanych w O405. Silnik ma pojemność 11,97 dm³ i moc 184 kW (250 KM). Napęd jest przenoszony za pomocą automatycznej czterobiegowej skrzyni biegów ZF 4 HP 500.
Zastosowanie silnika leżącego spowodowało podniesienie podłogi w tylnej części pojazdu.

### Układ jezdny
Autobus jest dwuosiowy: pierwsza oś skrętna Mercedes-Benz VO 4/33DL-6,6, druga Mercedes-Benz HO 7/10DL-11,5. Rozstaw osi wynosi 5875 mm. W autobusie zastosowano opony 275/70 R22,5. W pojeździe zamontowano dwuobwodowe hamulce bębnowe wyposażone w ABS.

### Nadwozie
Jelcz posiadała nadwozie identyczne jak pierwowzór w wersji trójdrzwiowej produkowanej po 1994 (wersji dwudrzwiowej nie produkowano). Konstrukcja nadwozia opierała się na kratownicy zintegrowanej ze szkieletem nadwozia. Całość kratownicy i szkieletu została wykonana z zamkniętych profili stalowych spawanych. Do szkieletu została powierzchnia zewnętrzna wykonana z blachy ocynkowanej obustronnie. Boczne szyby były wklejane.
Drzwi były w układzie 2-2-2. Pierwsze i drugie są w strefie z niską podłogą, trzecie ze względu na leżący silnik posiadają stopień wejściowy.

### Wnętrze
Elementem charakterystycznym pozwalającym na odróżnienie Jelcza od Mercedesa jest wnętrze, które jest uboższe niż w niemieckich autobusach. Oba pojazdy posiadają również inną liczbę miejsc siedzących. Wnętrze pojazdu zostało wykonane z płyt laminatowych. Podłoga została wykonana z wodoodpornej sklejki i pokryta wykładziną antypoślizgową.